# ホアキン・デル・ピノ・イ・ロサス
ホアキン・デル・ピノ・イ・ロサス（Joaquín del Pino y Rozas, 1729年1月20日 - 1804年4月11日）は、スペインの政治家、軍人、チリ総督、モンテビデオ総督、リオ・デ・ラ・プラタ副王領の第8代副王である。

## 経歴
1729年にスペインのバエナで生まれた。スペイン軍に入隊し、モンテビデオに派遣された。モンテビデオ総督、チリ総督を歴任し、1801年に国王カルロス4世によりリオ・デ・ラ・プラタ副王領の副王に任命された。1804年4月に病気になりラファエル・デ・ソブレモンテを自分の後継者に指名して、11日にブエノスアイレスで亡くなった。